# Región de Etiopía Central
Etiopía Central, oficialmente el Estado Regional de Etiopía Central, es un estado regional de dicho país africano. Se formó en la parte norte de la entonces Región de Naciones, Nacionalidades y Pueblos del Sur el 19 de agosto de 2023. Su formación se llevó a cabo cuando se estableció el Estado Regional del Sur de Etiopía después de un referéndum exitoso de la antigua RNNPS. Las etnias más grandes de la región son los gurage y hadiya, que constituyen el 70 por ciento de la población de la región; el presidente proviene del pueblo gurage.

## Administrador jefe
- Endashaw Tassew: 19 de agosto de 2023 hasta el presente.[3]

## Divisiones administrativas

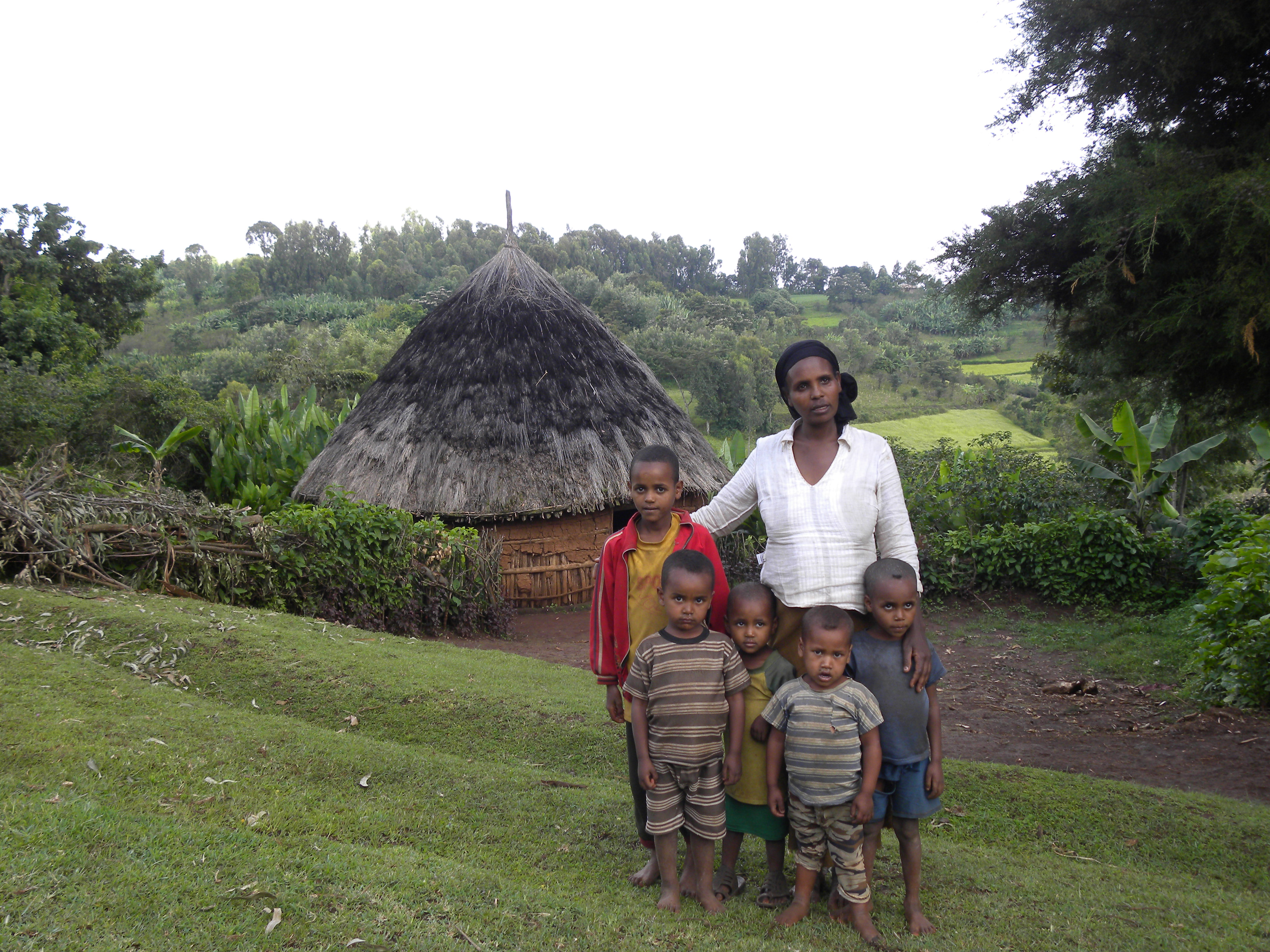
Familia kambaata frente a su tukul en la zona de Kembata.

La siguiente lista muestra las zonas fundadoras y recientemente establecidas y las woredas especiales en el estado regional de Etiopía Central.
| N.º | Zona/Woreda Especial    | Asiento       |
| --- | ----------------------- | ------------- |
| 1   | Zona Este de Gurage     | Butajira      |
| 2   | Zona Gurage             | Welkita       |
| 3   | Zona Hadiya             | Hosaena       |
| 4   | Zona Halaba             | Halaba Kulito |
| 5   | Zona Kembata            | Durame        |
| 6   | Zona Silt'e             | Worabe        |
| 7   | Zona Yem                | Saja          |
| 8   | Woreda Especial Kebena  | Wosherbe      |
| 9   | Woreda Especial Mareko  | Koshe         |
| 10  | Woreda Especial Tembaro | Múdula        |